# Love and Taxes
Pour plus de détails, voir Fiche technique et Distribution.
Love and Taxes est une comédie romantique américaine réalisée par Jacob Kornbluth et sortie en 2015.

## Fiche technique
- Titre original : Love and Taxes
- Réalisation : Jacob Kornbluth
- Scénario : Jacob et Josh Kornbluth
- Photographie : Hiro Narita
- Montage : Lisa Fruchtman et Rick LeCompte
- Musique : Marco D'Ambrosio
- Costumes : Jihyun Kim
- Décors :
- Producteur : Jacob et Josh Kornbluth, Brian Newman et Raub Shapiro
  - Coproducteur : Lynn Webb
  - Producteur délégué : David R. Fuchs et Lisa Kleiner-Chanoff
- Sociétés de production : Bad Co. Films
- Sociétés de distribution : Abramorama
- Pays d'origine :  États-Unis
- Langue originale : anglais
- Format : couleur
- Genre : Comédie romantique
- Durée : 90 minutes
- Dates de sortie :
  - États-Unis : 
    - 29 juillet 2015 (San Francisco)
    - 3 mars 2017

  - Canada : 6 mai 2016 (Toronto)

## Distribution
- Josh Kornbluth : lui-même
- Sarah Overman : Sarah
- Helen Shumaker : Mo Glass
- Warren Keith : Bob Shelby
- Robert Sicular : Paul Kornbluth
- Nicholas Pelczar : David Fuchs
- Harry Shearer : Sean Boykin et l'agent
- Robert Reich : Sheldon S. Cohen
- Liz Anderson : la conseillère en investissement bancaire